# Mohammed el-Menfi
Mohammed el-Menfi (en arabe : محمد المنفي), né en 1976, est un homme d'État et diplomate libyen. Il succède à Fayez el-Sarraj au poste de président du Conseil présidentiel le 10 mars 2021.

## Biographie
Il a été ambassadeur de Libye en Grèce mais il est expulsé en décembre 2019 à la suite de l'accord turco-libyen sur les frontières maritimes (en).